# Binhe (häradshuvudort i Kina, Ningxia Huizu Zizhiqu, lat 37,51, long 105,18)
Binhe (kinesiska: 滨河, 沙坡头区) är en häradshuvudort i Kina. Den ligger i den autonoma regionen Ningxia, i den nordvästra delen av landet, omkring 140 kilometer sydväst om regionhuvudstaden Yinchuan. Antalet invånare är 378 606. Befolkningen består av 184 583 kvinnor och 194 023 män. Barn under 15 år utgör 20,0 %, vuxna 15-64 år 73 %, och äldre över 65 år 6,0 %.
Runt Binhe är det ganska tätbefolkat, med 70 invånare per kvadratkilometer. Närmaste större samhälle är Zhongwei, 0,55 km öster om Binhe. Omgivningarna runt Binhe är i huvudsak ett öppet busklandskap.
Genomsnittlig årsnederbörd är 310 millimeter. Den regnigaste månaden är juni, med i genomsnitt 67 mm nederbörd, och den torraste är december, med 1 mm nederbörd.